# Unidad Yamas
Yamas (en hebreo: ימ"ס) es una unidad antiterrorista israelí altamente entrenada, especializada en realizar misiones de infiltración y contraterrorismo.

## Misiones

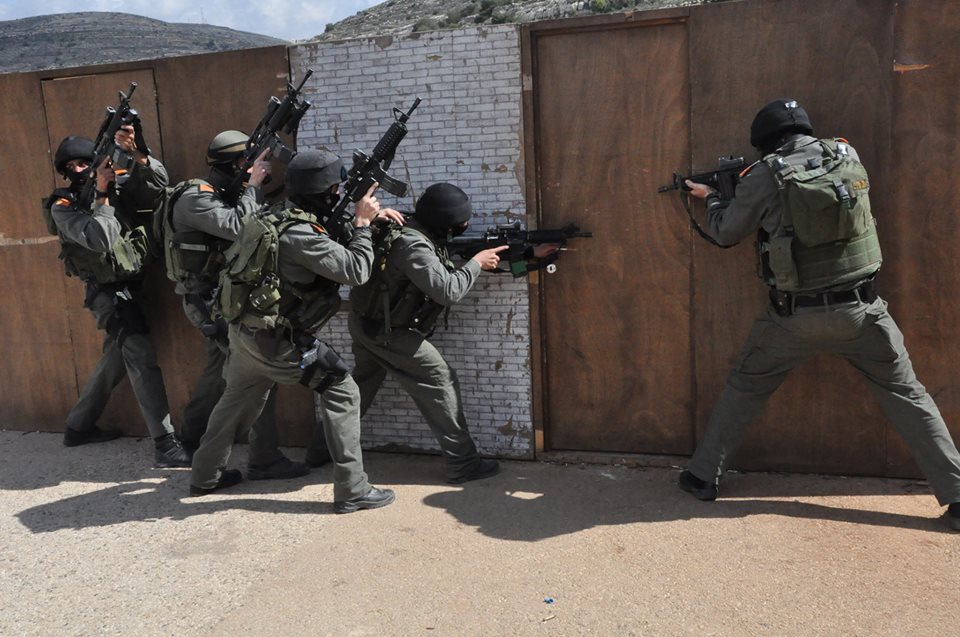
Agentes de la unidad "Yamas" durante un ejercicio de entrenamiento.

Yamas es la encargada de realizar operaciones de contraterrorismo, operaciones encubiertas, operaciones de guerra irregular y guerra asimétrica, hacer cumplir las órdenes de arresto y captura, llevar a cabo operaciones de registro de alto riesgo y operaciones especiales conjuntas en el Área de Judea y Samaria ocupada por Israel. Es una unidad de la Policía de Fronteras de Israel, pero está directamente subordinada al Shin Bet. Yamas es una unidad de policía secreta, conocida por sus operaciones antiterroristas encubiertas llevadas a cabo con sus miembros disfrazados de civiles árabes, actuando dentro de los territorios palestinos ocupados, su objetivo básico es hacer frente a disturbios, manifestaciones y neutralizar a los posibles agitadores, así como realizar duras detenciones en un entorno formado por una población palestina hostil, su singularidad es la actividad que tiene lugar cuando los combatientes de la unidad se disfrazan de ciudadanos árabes. Los equipos de francotiradores de la unidad están considerados entre los mejores tiradores de Israel, y han ganado numerosos premios de francotirador.